# Церлетт, Ганс
Ганс Гельмут Це́рлетт (нем. Hans Hellmut Zerlett; 17 октября 1892, Висбаден — 6 июля 1949, Бухенвальд) — немецкий сценарист и режиссёр.

## Биография
Ганс Церлетт — сын музыкального директора, старший брат сценариста Вальтера Церлетт-Ольфениуса. Начинал актёром в театре. Участвовал солдатом в Первой мировой войне, был демобилизован по болезни. После войны перешёл к драматургической деятельности, писал сценарии для ревю и кабаре и слова песен-шлягеров. Первый киносценарий Церлетта был продан в 1927 году.
При национал-социалистах Церлетт выступил режиссёром 25 фильмов. Вступил в НСДАП и был близким другом чиновника от кино Ханса Хинкеля.
Дебют Церлетта в кинематографе состоялся в 1934 году в короткометражном фильме «В магазине пластинок» (Im Schallplattenladen) с участием Карла Валентина и комедии Da stimmt was nicht с участием Виктора де Ковы и Адель Сандрок. Успех пришёл к Церлетту в 1936 году с фильмом Arzt aus Leidenschaft и в 1938 году с фильмом-ревю Es leuchten die Sterne с участием Ла Яны. С июля 1937 года в течение года Церлетт руководил производством в кинокомпании Tobis. В последующем Церлетт снимал пропагандистские фильмы: в 1939 году — антисемитский музыкальный фильм «Роберт и Бертрам» и в 1941 году — «Венера пред судом», обличавший так называемое «дегенеративное искусство».
В конце 1930-х годов у Церлетта сложились дружеские отношения с такими известными спортсменами, как Густав Енекке, Готфрид фон Крамм, Рудольф Караччола, Макс Шмелинг, актёром Хансом Альберсом и певцом Михаэлем Боненом, с которыми он регулярно встречался, будучи завсегдатаем спортивного бара Roxy на Йоахимсталер-штрассе в Берлине. Осенью 1938 года эти встречи прекратились после яростных споров по поводу угрозы войны. О них благодаря доносу из круга друзей стало известно в гестапо, и хозяйка бара и актёр Рольф фон Гот были арестованы на следующий день. Незадолго до начала Второй мировой войны Церлетт, будучи режиссёром на киностудии UFA, обосновался в Бад-Зарове под Берлином и приобрёл там виллу у своего друга актёра Макса Шмелинга. В 1935 году Церлетт снял фильм Knockout — Ein junges Mädchen, ein junger Mann с участием Шмерлинга и его супруги Анни Ондры. В 1936 году Церлетт выступил режиссёром документального фильма «Победа Макса Шмелинга — победа Германии» (Max Schmelings Sieg — Ein deutscher Sieg).
23 января 1946 года Церлетт был арестован сотрудниками НКВД в Бад-Заарове и помещён в лагерь Ямлиц, где состоял в так называемой «группе культуры». Аналогичные функции он выполнял в специальном лагере Мюльберг с весны 1947 года, где осуществил постановку пьесы «Человек на Луне». В 1949 году Церлетт умер от туберкулёза после очередного этапа в специальный лагерь Бухенвальд.

## Пьесы
- 1921: Meine Frau, das Fräulein
- 1922: Das Liebesverbot
- 1922: Die erste Nacht
- 1924: Meine Braut … Deine Braut
- 1924: Das Radiomädel
- 1924: Der Skandal mit Molly
- 1926: Die leichte Isabell
- 1926: Die tanzenden Fräuleins
- 1927: Pit Pit

## Фильмография
- 1927: Höhere Töchter
- 1934: Ein Walzer für dich
- 1934: Im Schallplattenladen
- 1934: Da stimmt was nicht
- 1935: Die selige Exzellenz
- 1935: Knockout — Ein junges Mädchen, ein junger Mann
- 1936: Arzt aus Leidenschaft
- 1936: Moral
- 1936: Diener lassen bitten
- 1936: Max Schmelings Sieg — Ein deutscher Sieg
- 1936: Truxa
- 1937: Liebe geht seltsame Wege
- 1938: Es leuchten die Sterne
- 1938: Revolutionshochzeit
- 1938: Zwei Frauen
- 1939: Robert und Bertram
- 1939: Die goldene Maske
- 1940: Meine Tochter tut das nicht
- 1941: Venus vor Gericht
- 1942: Meine Freundin Josefine
- 1942: Einmal der liebe Herrgott sein
- 1942: Kleine Residenz
- 1943: Reise in die Vergangenheit
- 1944: Liebesbriefe
- 1945: Spuk im Schloß
- 1945: Im Tempel der Venus / Mit meinen Augen